# C'era una volta il Novecento
C'era una volta il Novecento è stato un programma televisivo italiano, in onda dal 27 febbraio 2023 al 4 ottobre 2024 su LA7, condotto da Alessio Orsingher e Luca Sappino.

## Il programma
Il programma raccontava storie e personaggi del Novecento attraverso documentari e filmati commentati dai conduttori e dagli ospiti in collegamento. Andava in onda ogni giorno, dal lunedì al venerdì, alle 17, e occasionalmente in seconda serata.
Tra gli ospiti che si sono avvicendati nelle prime due stagioni, giornalisti (tra cui Furio Colombo, Giovanni Floris, Paolo Guzzanti, Candida Morvillo, Fiorenza Sarzanini, Antonio Di Bella o Corrado Formigli), scrittori (Francesco Piccolo, Paolo Giordano, Chiara Valerio, Dacia Maraini, Lia Levi), attori e registi (Sergio Castellitto, Enrico Vanzina, Marco Paolini, Milena Vukotic, Ottavia Piccolo), divulgatori scientifici (Licia Colò, Amalia Ercoli Finzi, Massimo Polidoro), storici (Mimmo Franzinelli, Carlo Greppi, Luciano Canfora, Michela Ponzani), politologi e analisti (Nadia Urbinati, Massimo D’Alema, Nona Mikhelidze, Nathalie Tocci), filosofi (Massimo Cacciari, Michela Marzano, Giorgia Serughetti, Donatella Di Cesare).
Il 13 marzo 2023, giorno del decimo anniversario del pontificato di Papa Francesco, C'era una volta il novecento ha trasmesso in esclusiva per l'Italia l'intervista al Santo Padre realizzata dal giornalista Paolo Rodari per la televisione svizzera RSI cospiti il direttore di Avvenire Marco Tarquinio e l'editorialista del Corriere della Sera Massimo Franco.
Durante la settimana dell'incoronazione di re Carlo III, la programmazione è stata interamente dedicata alla famiglia reale inglese. La prima puntata, con il documentario Diana, le verità nascoste, ha raggiunto il 2,7 per cento di share, con 322 000 spettatori.
Ha ottenuto un buon riscontro di pubblico anche la puntata speciale di sabato 6 maggio 2023, eccezionalmente trasmessa alle 14, che ha seguito in diretta le fasi finali del Coronation Day, con opinionisti Beppe Severgnini, Flavia Perina e Luisa Ciuni, royal watcher di fiducia del programma.
Il programma è stato riconfermato anche nella stagione 2023/2024. Tra le novità l’uso dell’intelligenza artificiale.
Il 22 novembre 2023, nel sessantesimo anniversario dell'omicidio di John Fitzgerald Kennedy, il programma è andato in onda in seconda serata con ospite Walter Veltroni e il documentario "Dallas, le ultime ore di JFK", prima tv italiana.
Il 4 ottobre 2024, è andata in onda l'ultima puntata del programma. Dal 7 ottobre infatti, è stato sostituito da La torre di Babele Doc, spin-off de La torre di Babele.